# إدوارد كريستيان تراب
إدوارد كريستيان تراب (بالألمانية: Eduard Christian Trapp)‏ هو طبيب ألماني، ولد في 31 أكتوبر 1804 في لاوترباخ في ألمانيا، وتوفي في 26 سبتمبر 1854 في باد هومبورغ (فور در هوهه) في ألمانيا.